# Danger Girl
Danger Girl é uma série em quadrinhos criada por J. Scott Campbell e Andy Hartnell. A história mostra um grupo de lindas agentes secretas lideradas por um mentor chamado Deuce. A série é uma paródia do estilo agente secreto de James Bond, com as Danger Girls seguindo o modelo das Bond Girls. Diferentemente dessas, as Danger Girls são as personagens principais da trama.
No Brasil Danger Girl teve 2 volumes publicados pela Devir Livraria. e um crossover com o Batman publicado  pela Panini Comics em Setembro de 2005.